# Sheena Is a Punk Rocker
Singles de Ramones
Blitzkrieg Bop
(1976) Swallow my Pride
(1977)
Pistes de Rocket to Russia
I Don't Care
(5) We're a Happy Family
(7)
Sheena Is a Punk Rocker est une chanson punk rock du groupe The Ramones écrite par Joey Ramone. Elle est l'une des chansons les plus populaires du groupe. Le magazine Rolling Stone a classé la chanson dans la liste des 500 meilleures chansons de tous les temps. Le groupe Rancid a repris la chanson pour un album hommage au groupe.
La chanson fut d'abord éditée en face B du single I Wanna Be Your Boyfriend en mai 1976. On la trouve également sur certaines copies de l'album Leave Home, où elle remplace le morceau Carbona Not Glue. Puis elle est réenregistrée en avril 1977 pour figurer sur l'album Rocket to Russia qui paraîtra en novembre. Elle sort en single en mai, avec la chanson I Don't Care en face B.
Les paroles font référence à la bande dessinée Sheena, reine de la jungle.